# تپه اطراف شهر سوخته ۱۶۸
تپه اطراف شهر سوخته شماره ۱۶۸ مربوط به هزاره دوم و۳ قم است و در شهرستان زابل، بخش شیب آب، دهستان لوتک، روستای حومه شهر سوخته، ۸/۷۵ کیلومتری غرب پایگاه باستان‌شناسی شهر سوخته واقع شده و این اثر در تاریخ ۲۳ بهمن ۱۳۸۵ با شمارهٔ ثبت ۱۷۳۳۴ به‌عنوان یکی از آثار ملی ایران به ثبت رسیده است.